# Midomi
midomi（ミドミ）は、 米国の「Melodis Corporation」が運営している楽曲検索サイトである。SNSの機能が盛り込んであるため、音楽関連のコミュニティーサイトとも言える。2007年1月26日、米国でβ版を開始、日本版は2007年8月10日に開始されている。

## 参加方法
ユーザー登録はメールアドレスがあれば、無料で登録、サービスの利用ができる。決して、マイクロフォン（以下マイク）を所有し、歌唱する者だけを参加者のターゲットにしているわけではなく、音楽を愛する者や、交流目的だけであっても参加は認められる。ただし、13歳未満の場合は、サービス提供の対象外で利用は禁じられている。

## コンテンツの観覧について
オレンジと白が基調となっているmidomiのサイトでは、随所にAjaxと呼ばれる技術が使用されており（YUI「The Yahoo! User Interface Library」も使用している）、ブラウザのJavaScriptを有効にする必要がある。そして、楽曲の録音・再生機能はフロントエンドがFlashであるため、使用するブラウザにMacromediaのFlash Player7.0以降のプラグインがインストールされている必要がある。

検索方法は「音楽検索」、または「音声検索」の欄をクリックし録音カウンターが表示されたらマイク(パソコン付属)に向かってハミングすると、ユーザー自身が録音した曲の入ったリンクと一緒に検索結果が表示される。検索時は、サウンドゲージが緑色内に収まる程度の音量で検索すると検索結果がより明確になる。赤色ゲージを超えたり、灰色ゲージまで及ばない音量で検索しても音がクリップし、該当しない場合が多い。

## 機能
楽曲検索など一部の機能、コンテンツの観覧は、ユーザー登録をしなくても利用できるが、SNS的な機能の利用、レコーディングを行うには、ユーザー登録が必要となる。ユーザー登録を行うと以下の機能を利用することができる。
- プロフィールの掲載（公開対象の設定が可能『公開、非公開、フレンズのみ』）
- Studio（スタジオ）で楽曲を録音することができる（録音できる楽曲数は無制限）
- midomiユーザーへのコメントや、プライベートメッセージの投稿
- 楽曲の5段階評価
- midomiユーザーのフレンズ、お気に入りの機能
- マイ・プレイリストに、お気に入りの楽曲を登録できる
- ファンクラブへの加入

その他の機能は以下のとおり。
- 楽曲検索
- midomi widget!を利用できる（レコーディングした楽曲を、WEBサイトに貼り付ける事ができる）
- 録音した楽曲をアップロードすると、YouTubeでその楽曲に関連する動画があれば、midomiから見ることができる。(各ユーザーの録音に対応した関連動画を見ることは、ユーザー登録をしなくてもできる)
- 2008年6月27日よりmora winとの提携を発表。楽曲の再生ページにmora winのロゴが表示された場合、クリックすると、楽曲が試聴・ダウンロード購入できるようになった。

### 楽曲検索
midomiの最大のウリとも言える楽曲検索は、Melodisが開発した「MARS」（Multimodal Adaptive Recognition System）と呼ばれる音声認識技術が使用されており、検索時にマイクから、音声入力し、楽曲を検索することが可能である。歌詞が分からない場合は、鼻歌・ハミングで検索することができる。現在はメロディーを重視した検索をおこなっているが、同時に歌詞も利用されている（検索の精度を上げるため、ユーザーは歌唱する際に、言語の種類をあわせて登録することになっている）。また、テキスト入力による曲名、歌手名でも検索も可能である。検索の対象となる楽曲は、midomiユーザーが歌唱した楽曲であり、このため、データベースの充実度により、検索結果の精度も変わってくるものと思われる。

### Studio（スタジオ）
Studio（スタジオ）では、録音を行うことができる。マイクなどの音声入力機器を必要とするが、PCの録音設定を変更したり、ソフトウェアを使用することによって、PC上で再生している楽曲も録音が可能となる。録音された楽曲はFlash Videoとなり、Flashで作成されたプレイヤーから再生することができる。おそらく、midomiではAdobe Flash Media Server (旧Macromedia Flash Communication Server)が使用されている。（Flash Videoのメタデータ内にFMSの記述がある）

### ファンクラブ
各アーティストには、ファンクラブのページが設けられ、ユーザーは任意で加入及び脱退することができる。有名なアーティストだけではなく、中にはオリジナル曲提供者のファンクラブもあり、ユーザーの交流場となっている。

### midomi Stars
midomi Starsとは、midomiのサイト内にあるコンテンツである。人気上昇中、トップランキング曲、人気パフォーマー、最新レコーディング、ピックアップ曲（注目レコーディング）、最近のプレイリストがあり、midomi内での様々なランキングなどを観覧することができる。ランキングのアルゴリズムは、公表してはいないため、稀にユーザーから疑問の声が挙がることもあったが、2008年6月16日、日本版の公式ブログで若干ながらも言及されている。

### コメントとプライベートメッセージ
コメントを付けることができる機能は、大まかに分類すると、ユーザーのホーム・プロフィールへのコメント、レコーディングした楽曲に対するコメント、ファンクラブページのコメントがある。これに加え、ユーザー間でプライベートメッセージを送れる機能がある。いずれもテキスト、音声での投稿が可能である。楽曲のコメントにおいては、投稿者が任意で削除をすることができず、削除の判断はmidomiが行っているのが特徴的でもある。

## ユーザーの活動
有名なアーティストの曲をアカペラで歌唱するユーザーが多く見受けられるが、ピアノ、ギターなどの楽器を演奏しながら歌唱する者や、オリジナルの楽曲を提供している者もいる。また、ユーザー間が合意の上で、録音した曲をRemixする者も現れており、ユーザー同士の交流から新たな楽曲が生まれる可能性もあると言える。

## midomiマイク
midomiはマイクのプレゼントの実施を行っており、毎週30人当選するということで、midomi内のコメント欄、インターネット上のWEBサイトで当選者が時折話題にすることがある。マイクにはmidomiのロゴがプリントされており、ロゴステッカー（防水加工はされていない）も一緒に梱包されている。当選者の証言によると、マイクは中国製で、仕様は以下になる。（2008年6月19日現在）
マイク感度-54db ± 3db
S/N比40db or more
コードの長さ1.8m
フォーンプラグ3.5mm ステレオミニプラグ・ジャック
Polar PatternOmnidirectional

## midomiと著作権について
midomi日本版においては、社団法人日本音楽著作権協会（JASRAC）と契約が結ばれており、ユーザーが歌った楽曲もライセンスに含まれる。